# Eptesicus bottae
Eptesicus bottae là một loài động vật có vú trong họ Dơi muỗi, bộ Dơi. Loài này được Peters mô tả năm 1869. Loài này sinh sống ở Afghanistan, có thể ở Djibouti, Ai Cập, có thể ở Eritrea, Iran, Iraq, Jordan, Kazakhstan, Kyrgyzstan, Mông Cổ, Oman, Pakistan, Ả Rập Xê Út, có thể ở Somalia, có thể ở Sudan, Syria, Tajikistan, Thổ Nhĩ Kỳ, Turkmenistan, Uzbekistan, và Yemen.
Nó được tìm thấy ở các khu vực đá và sa mạc ôn đới.